# Dagfin Huseby
Dagfin Tor Huseby (ur. 5 października 1922 w Tistedalen, zm. 24 lutego 2010 w Halden) – norweski zapaśnik walczący w stylu klasycznym. Olimpijczyk z Helsinek 1952, gdzie odpadł w eliminacjach w wadze piórkowej do 62 kg.

## Letnie Igrzyska Olimpijskie 1952
| Konkurencja                   | Walki                  | Walki                  | Klas. końcowa |
| Konkurencja                   | Pierwsza runda         | Druga runda            | Miejsce       |
| ----------------------------- | ---------------------- | ---------------------- | ------------- |
| styl klasyczny, waga piórkowa | Umberto Trippa (ITA) P | Erkki Talosela (FIN) P | druga runda   |